# Otovice (Hradec Králové)
Otovice é uma comuna checa localizada na região de Hradec Králové, distrito de Náchod‎.